# せいりゅう (潜水艦)
 せいりゅう（ローマ字：JS Seiryu, SS-509）は、海上自衛隊の潜水艦。そうりゅう型潜水艦の9番艦。艦名は、真言宗醍醐派総本山醍醐寺の守護女神「清瀧権現」に由来する。建造費は531億円。

## 艦歴
「せいりゅう」は、中期防衛力整備計画（23中期防）に基づく平成25年度計画2900トン型潜水艦8124号艦として、三菱重工業神戸造船所で2013年10月14日に起工され、2016年10月12日に命名・進水式が挙行、2017年7月28日に公試開始、2018年3月12日に就役し、同日付で第2潜水隊群隷下に新編された第6潜水隊に編入され、横須賀に配備された。 
商船建造を2012年6月に撤退した三菱重工業神戸造船所にとってじんりゅう進水以来、2年ぶりの進水船となった。
2024年8月27日から11月18日までの間、令和6年度第2回米国派遣訓練（潜水艦）に参加し、ハワイ州パールハーバー・ヒッカム統合基地及びハワイ諸島周辺の訓練海域等で施設利用訓練、対潜戦等の訓練を実施する。

### 歴代艦長
| 代       | 氏名     | 在任期間               | 出身校・期 | 前職                   | 後職                         | 備考     |
| 艤装員長 | 艤装員長 | 艤装員長               | 艤装員長   | 艤装員長               | 艤装員長                     | 艤装員長 |
| -------- | -------- | ---------------------- | ---------- | ---------------------- | ---------------------------- | -------- |
|          | 平間武彦 | 2016.10.12 - 2018.3.11 | 防大41期   | こくりゅう艦長         | せいりゅう艦長               |          |
| 艦長     |          |                        |            |                        |                              |          |
| 1        | 平間武彦 | 2018.3.12 - 2020.7.16  | 防大41期   | せいりゅう艤装員長     |                              |          |
| 2        | 天宅 理  | 2020.7.17 - 2021.10.17 |            | うずしお副長 兼 航海長 | 潜水艦隊司令部幕僚           |          |
| 3        | 佐藤 純  | 2021.10.18 - 2022.9.14 |            | 潜水艦隊司令部幕僚     | 横須賀基地業務隊本部補充部付 |          |
| 4        | 渡邉大輔 | 2022.9.15 -            |            | 潜水艦教育訓練隊       |                              |          |
| 5        | 野並飛高 |                        |            |                        |                              |          |